# Нивочин
Ни́вочин — село в Україні, у Старобогородчанській сільській територіальній громаді Івано-Франківського району Івано-Франківської області.

## Історія
На 1 січня 1939 року в селі мешкало 1740 осіб, з них 1705 українців, 15 поляків і 20 євреїв.

## Відомі люди

### Народилися
- Федір Іванів — провідник ОУН Богородчанського району[2].

## Сучасність
19 грудня 2017 року відбулося відкриття дитячого садка.